# 盧卡 (科洛梅亞區)
48°47′18″N 25°15′27″E / 48.78833°N 25.25750°E
盧卡（烏克蘭語：Лука），是烏克蘭的村落，位於該國西部伊萬諾-弗蘭科夫斯克州，由科洛梅亚区負責管轄，始建於1466年，面積26.9平方公里，2001年人口849，人口密度每平方公里31.5人。